# Svanskog
Svanskog is een plaats in de gemeente Säffle in het landschap Värmland en de provincie Värmlands län in Zweden. De plaats heeft 530 inwoners (2005) en een oppervlakte van 154 hectare. De plaats ligt ongeveer 15 kilometer ten noorden van de stad Åmål.
De plaats ligt tussen de meren Öster-Svan, aan de oostkant van de plaats en Mellan-Svan aan de westkant van de plaats. De rest van de omgeving van de plaats bestaat vooral uit bos.
De plaats ligt aan de spoorlijn Svanskogsbanan en is er een treinstation te vinden.